# Urga
Urga é um filme franco-russo de 1991 de Nikita Mikhalkov que mostra a dinâmica de uma família mongol nos extremos da Rússia pós-soviética. Num dos momentos mais interessantes do filme, o pai de família leva uma televisão para o campo e a põe no meio do pasto para ver o que acontece.